# Cerithium torulosum
Cerithium torulosum is een slakkensoort uit de familie Cerithiidae. De wetenschappelijke naam is gepubliceerd in 1767 door Linnaeus.